# يفغيني كورنيلوف
يفغيني كورنيلوف (الروسية: Корнилов, Евгений Владимирович) هو لاعب كرة قدم روسي في مركز الدفاع، ولد في 13 أغسطس 1985 في تاغانروغ في روسيا. لعب مع نادي روستوف.

## وصلات خارجية
- يفغيني كورنيلوف على موقع قاعدة بيانات كرة القدم.إي يو (الإنجليزية)
- يفغيني كورنيلوف على موقع Soccerway.com (الإنجليزية)